# FNN東海テレビDATE LINE
『FNN東海テレビDATE LINE』（エフエヌエヌとうかいテレビデイトライン）は、1987年10月1日から1990年3月31日まで東海テレビで放送された深夜の報道番組（『FNN DATE LINE』の東海テレビタイトル差し替え、協力：中日新聞）。

## 放送時間の変遷
| 期間      | 期間      | 放送時間        | 放送時間      | 放送時間      |
| 期間      | 期間      | 月曜日 - 金曜日 | 土曜日        | 日曜日        |
| --------- | --------- | --------------- | ------------- | ------------- |
| 1987.10.1 | 1988.3.31 | 23:00 - 翌0:20  | 23:30 - 24:40 | 23:30 - 24:40 |
| 1988.4.1  | 1989.4.2  | 23:45 - 翌0:20  | 23:30 - 23:45 | 23:30 - 23:45 |
| 1989.4.3  | 1990.3.31 | 23:45 - 翌0:30  | 24:00 - 24:15 | 23:30 - 23:45 |

### 補足
- 1987年10月から1988年3月まで平日は23時10分から23時50分、週末は23時45分から翌0時35分まで『プロ野球ニュース』を放送。
- 1988年4月から1990年3月まで平日は『ニュース最終版』後半枠、週末は前半枠にて放送。
- 1989年4月からは平日の放送時間を10分拡大し、土曜日は『夢で逢えたら』の放送開始に伴い、以後は30分繰り下げて放送。

## キャスター
- 東海テレビのアナウンサーが交替で担当（ローカル枠のみ）。